# Hattusilis II
Hattusilis II podria ser un rei hitita, que no està prou acreditat documentalment ni es pot situar amb seguretat. Hauria regnat entre els anys 1350/1340 aC.
Hi ha moltes teories, i una d'elles suggereix que estant absent el príncep Subiluliuma, o potser perquè aquest no era hàbil per regnar (potser era bastard?) la successió corresponia a un net menor d'edat, Tudhalias el Jove. Un germà de Tudhalias III, aquest Hattusilis II, va fer-se càrrec de la corona com una mena de regent fins a la seva majoria d'edat. Però Hattusilis no consta ni com a fill d'Arnuwandas I ni com a germà de Tudhalias III, i al seu temps l'única reina que s'esmenta és Tadu-Hepa, la segona dona de Tudhalias III. La falta de claredat en els textos conservats sobre aquest rei han portat a diverses postures. Hi ha qui pensa que en realitat va ser un rei hitita i li atribueix fets molt concrets, i hi ha qui nega la seva existència, i també alguns pensen que com que en els textos conservats no se l'anomena "Gran Rei", sinó "Rei", era només un vassall de Tudhalias III.
Una inscripció diu que la ciutat de Khalap es va revoltar però va ser derrotada i Hattusilis va entregar part del seu territori a Astata i Nuhase, dos principats de la regió que l'havien ajudat, però aquests fets potser s'haurien de situar en temps de Hattusilis I.